# 104e méridien ouest
En géographie, le 104e méridien ouest est le méridien joignant les points de la surface de la Terre dont la longitude est égale à 104° ouest.

## Géographie

### Dimensions
Comme tous les autres méridiens, la longueur du 104e méridien correspond à une demi-circonférence terrestre, soit 20 003,932 km. Au niveau de l'équateur, il est distant du méridien de Greenwich de 11 577 km,.
Avec le 76e méridien est, il forme un grand cercle passant par les pôles géographiques terrestres.

### Régions traversées
En commençant par le pôle Nord et descendant vers le sud au pôle Sud, Le 104e méridien ouest passe par:
| Coordonnées           | Pays, territoire ou mer   | Notes |
| --------------------- | ------------------------- | --- |
| 90° 00′ N, 104° 00′ O | Océan Arctique            | |
| 79° 22′ N, 104° 00′ O | Canada                    | Nunavut — Île Ellef Ringnes |
| 78° 14′ N, 104° 00′ O | Détroit de Maclean        | |
| 77° 09′ N, 104° 00′ O | Canada                    | Nunavut — Île Edmund-Walker |
| 77° 07′ N, 104° 00′ O | Détroit de Desbarats (en) | |
| 76° 40′ N, 104° 00′ O | Canada                    | Nunavut — Île Cameron and Île Vanier |
| 76° 02′ N, 104° 00′ O | Canal Byam Martin (en)    | Passe juste à l'ouest de Île Massey, Nunavut, Canada (à 75° 56′ N, 103° 55′ O) Passe juste à l'ouest de Île Marc (en), Nunavut, Canada (à 75° 52′ N, 103° 48′ O) |
| 75° 40′ N, 104° 00′ O | Canal de Austin (en)      | |
| 75° 24′ N, 104° 00′ O | Canada                    | Nunavut — Île de Byam Martin |
| 75° 03′ N, 104° 00′ O | Canal de Parry            | Détroit du Vicomte-Melville |
| 73° 25′ N, 104° 00′ O | Canal de M'Clintock (en)  | |
| 70° 46′ N, 104° 00′ O | Canada                    | Nunavut — Île Victoria |
| 68° 52′ N, 104° 00′ O | Golfe de la Reine-Maud    | |
| 68° 03′ N, 104° 00′ O | Canada                    | Nunavut Territoires du Nord-Ouest — à partir de 64° 24′ N, 104° 00′ O Saskatchewan — à partir de 60° 00′ N, 104° 00′ O |
| 49° 00′ N, 104° 00′ O | États-Unis                | North Dakota South Dakota — à partir de 45° 56′ N, 104° 00′ O Nebraska — à partir de 43° 00′ N, 104° 00′ O Colorado — à partir de 41° 00′ N, 104° 00′ O Nouveau-Mexique — à partir de 37° 00′ N, 104° 00′ O Texas — à partir de 32° 00′ N, 104° 00′ O                              |
| 29° 18′ N, 104° 00′ O | Mexique                   | Chihuahua Durango — à partir de 26° 46′ N, 104° 00′ O Zacatecas — à partir de 23° 31′ N, 104° 00′ O Jalisco — à partir de 22° 21′ N, 104° 00′ O Nayarit — à partir de 21° 27′ N, 104° 00′ O Jalisco — à partir de 21° 15′ N, 104° 00′ O Colima — à partir de 19° 26′ N, 104° 00′ O |
| 18° 53′ N, 104° 00′ O | Océan Pacifique           | |
| 60° 00′ S, 104° 00′ O | Océan Austral             | |
| 74° 44′ S, 104° 00′ O | Antarctique               | Liste des territoires non revendiqués |